# Kermes echinatus
Kermes echinatus är en insektsart som beskrevs av Alfred Serge Balachowsky 1953. Kermes echinatus ingår i släktet Kermes och familjen eksköldlöss.
Artens utbredningsområde är Israel. Inga underarter finns listade i Catalogue of Life.